# Sigmatomera flavipennis
Sigmatomera flavipennis är en tvåvingeart som beskrevs av Osten Sacken 1873. Sigmatomera flavipennis ingår i släktet Sigmatomera och familjen småharkrankar. Inga underarter finns listade i Catalogue of Life.